# Zirkelbesteck

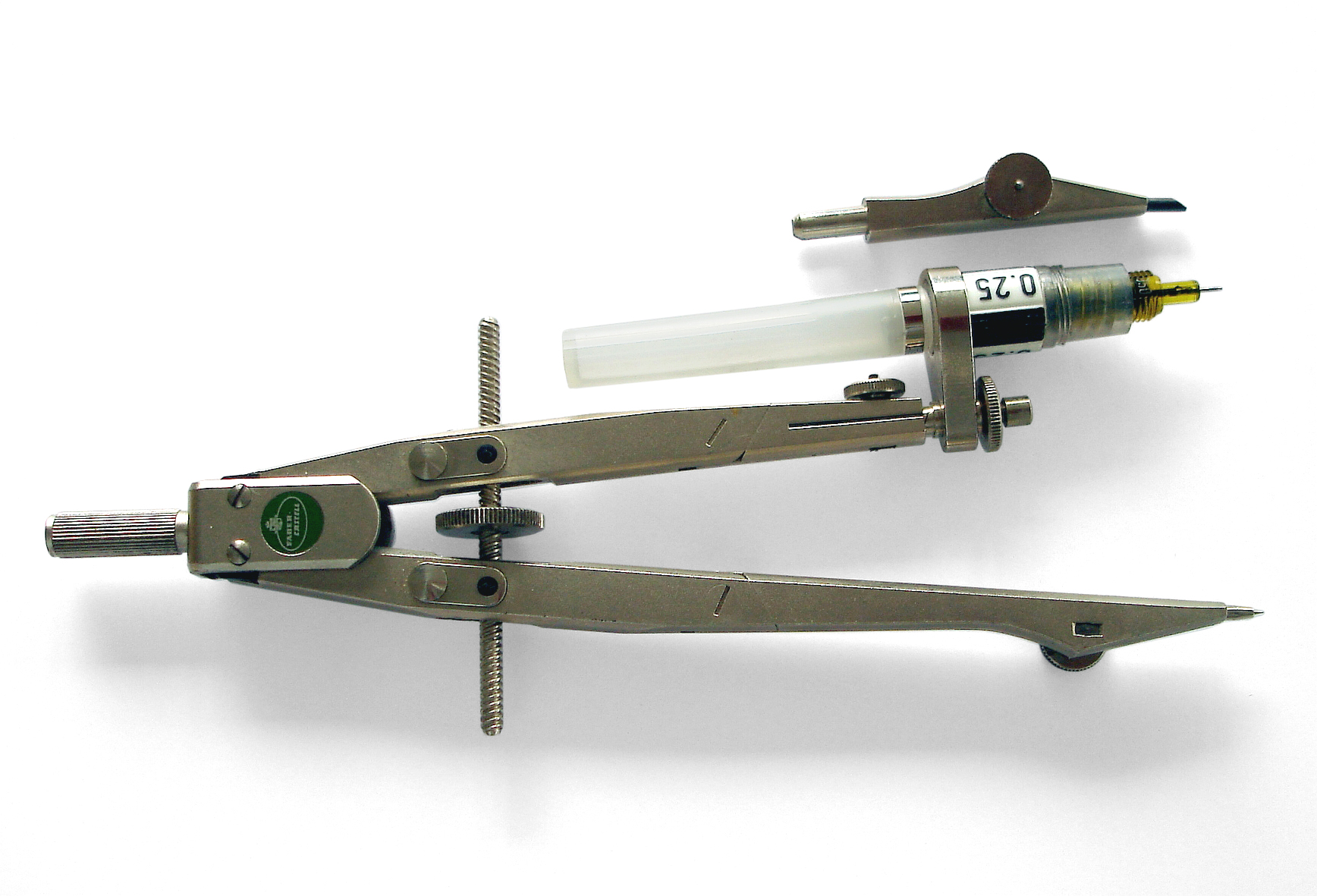
Zirkel mit Tuschefüller

Ein Zirkelbesteck ist eine Zusammenstellung verschiedener Zirkel, die zum technischen Zeichnen verwendet werden. Diese Zirkel können entweder mit Fallminenbleistiften oder mit Tuschestiften ausgestattet werden und dienen zum Zeichnen von Kreisen bzw. Kreissegmenten unterschiedlicher Durchmesser.
Einige Zirkel der Zirkelbestecke können mittels eines Innengewindes mit dem Außengewinde des Vorderteils von Tuschefüllern verschraubt werden.